# Lapiedra martinezii
Lapiedra martinezii là một loài thực vật có hoa trong họ Măng tây. Loài này được Lag. mô tả khoa học đầu tiên năm 1816.

## Hình ảnh

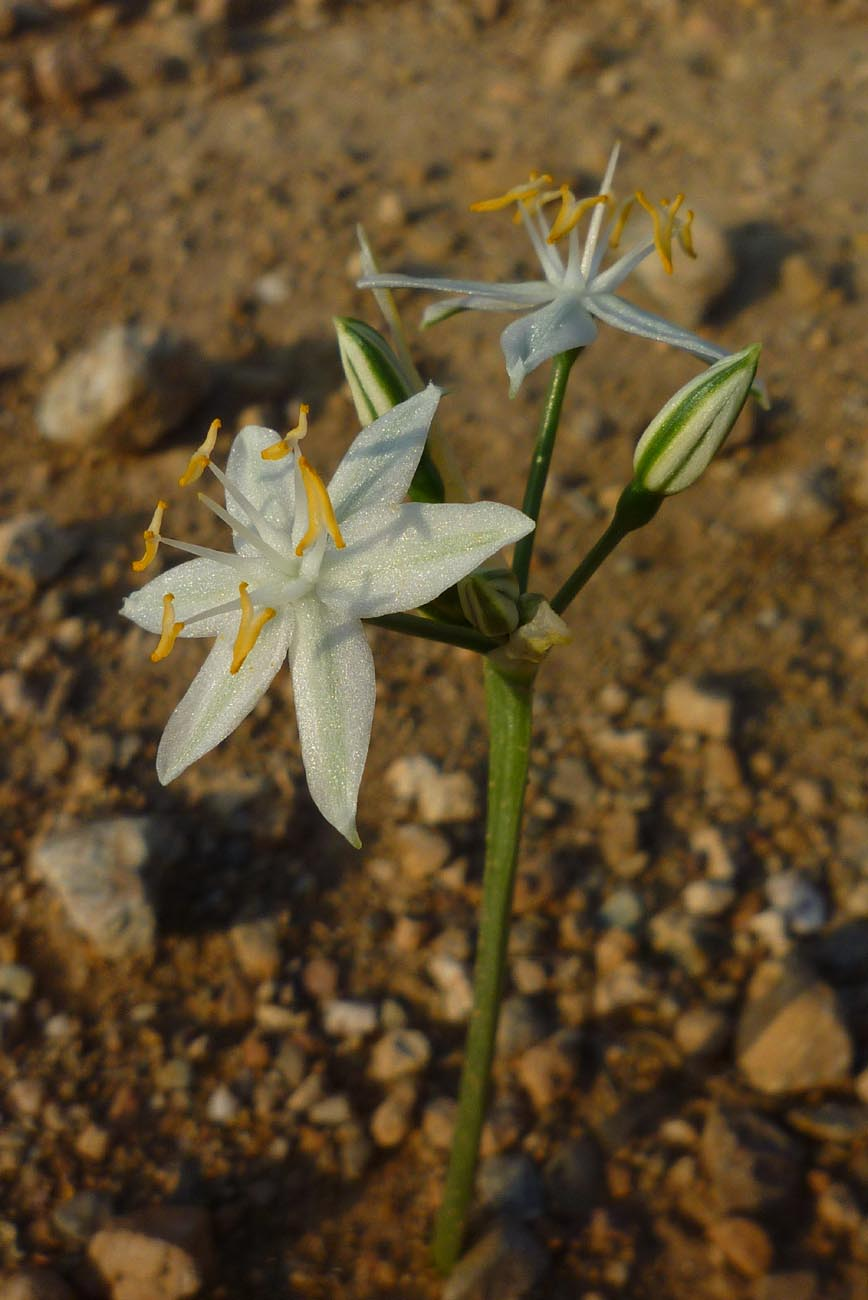